# Jakob Früh
Johann Jakob Früh, född 22 juni 1852 i Märwill, kantonen Thurgau, död den 8 april 1938, var en schweizisk geolog och geograf.
Früh blev 1877 gymnasielärare och 1883 filosofie doktor, 1890 assistent i geologi vid Tekniska högskolan i Zürich och 1899 professor i geografi där. Han författade specialarbeten i glacialgeologi och tillsammans med botanikern Carl Schroeter en stor monografi om Schweiz torvmossar (Die Moore der Schweiz mit Berücksichtigung der gesammten Moorfrage, 1904). Hans huvudverk, Geographie der Schweiz i tre band, utkom från 1920 till kort före hans död. 